# Alice Mangold Diehl
Alice Mangold Diehl (Aveley, Essex, 1844 - 13 de juny de 1912) fou una escriptora i pianista anglesa.
A Londres estudià llengua i literatura anglesa, llengües i literatures clàssiques i Música, primer sota la direcció del seu pare i més tard amb Henselt. Encara molt jove es donà conèixer a París com a pianista, sent molt elogiada per Berlioz. Més tard passà a Londres, on gaudí de la mateixa fama. Dedicada a les belles lletres publicà:
- The Story of Philosophy;
- Musical Memories;
- The True Story of My life;
- Life of Be thovon;

## Novel·les
- The Garden of Eden;
- A Woman's Love-Story;
- A Woman's Cross;
- Passion's Puppets;
- The Tentation of Anthony Fire;
- Dr. Paul's Theory;
- Elsie's Art Life;
- Griselda;
- Bread upon th Waters;
- An Actor's Love Story;
- A Born Genius;
- Miss Strangeways;
- Isola;
- A Mysterious Lover.